# William Berenberg
William Berenberg, M.D. (29 de outubro de 1915 – 14 de setembro de 2005) foi um médico americano, professor de Harvard e pioneiro no tratamento e reabilitação da paralisia cerebral.

## Juventude
Berenberg nasceu em Haverhill, Massachusetts, filho de pais imigrantes. Crescendo em Chelsea, Massachusetts, ele provou ser um jovem brilhante e estudioso e obteve ingresso na Universidade de Harvard com bolsa de estudos. No entanto, seu pai era supostamente orgulhoso demais para permitir que seu filho fizesse o "hand-out" e Berenberg trabalhou seu próprio caminho através da instituição da Ivy League, indo de casa e limpando pratos para obter renda extra. Graduou-se em Harvard cum laude em 1936 e ingressou na Boston University Medical School mais tarde naquele ano, obtendo seu MD em 1940. Em 1941, Berenberg entrou no departamento de patologia do Children's Hospital em Boston como estagiário. Assim começou seu extraordinário relacionamento de sessenta anos com o hospital.

## Carreira
Ele era Chefe, Chefe Interino ou Chefe Associado de sete divisões, inclusive atuando como Médico-Chefe Associado de 1969 a 1974, e Chefe da Divisão de Paralisia Cerebral por 44 anos. Ele foi líder mundial no estudo e tratamento da paralisia cerebral e abriu o primeiro jardim de infância com paralisia cerebral em Wellesley, Massachusetts. Em 1968, ele foi eleito presidente da Academia Americana de Paralisia Cerebral. Juntamente com Leonard Goldenson, defensor da paralisia cerebral e amigo, Berenberg compareceu perante o Comitê de Apropriações da Câmara dos EUA em 1973. Ele fez lobby para a Lei de Reabilitação, que foi discutida como a primeira lei a proteger os deficientes, banindo a discriminação. baseado em handicap. Nele, o financiamento público foi garantido para equipamentos ortopédicos. Berenberg tornou-se professor adjunto no MIT e, de 1974 a 1988, dirigiu o Harvard - MIT Rehabilitation Engineering Center, onde coordenou pesquisas para criar dispositivos para ajudar pessoas com deficiências.
Professor de pediatria na Harvard Medical School, Berenberg treinou mais de 1.000 pediatras e tratou milhares de crianças, incluindo o falecido filho do presidente John F. Kennedy, Patrick. As chamadas residenciais no leste de Massachusetts eram comuns, mas ele também construiu uma grande prática internacional, com pacientes do México à Arábia Saudita. Berenberg foi o consultor médico oficial das Ilhas Virgens dos EUA.

## Reconhecimento
Berenberg recebeu inúmeras honrarias e prêmios durante sua longa carreira. Logo no início, ele foi elogiado pelo presidente Franklin D. Roosevelt por sua pesquisa em gamaglobulina. Em 1970, o Presidente do Equador concedeu-lhe a Ordem Nacional do Mérito com o grau de comandante para o serviço das crianças daquela nação. Em 1980, ele recebeu o Prêmio Janeway de Excelência em Ensino Clínico da equipe da casa. Em 1990, Berenberg recebeu uma distinta honra quando muitos de seus colegas, apoiadores e ex-pacientes levantaram fundos para financiar a Cátedra William Berenberg de Pediatria na Harvard Medical School. Frederick Lovejoy foi o primeiro a segurar a cadeira.
Formalmente aposentado em 2001, Berenberg permaneceu como professor emérito de Harvard até sua morte em 14 de setembro de 2005 em Norwood, Massachusetts. Ele está enterrado no Sharon Memorial Park, em Sharon, Massachusetts. Berenberg casou-se com Blanche Berger (dezembro 1989) em 1939 e o casal teve três filhos. Dois se tornaram médicos, Jeffrey L. Berenberg e Richard A. Berenberg (dezembro de 1984), e um se tornou um assistente social, Barbara Berenberg.